# Керченське водосховище
Керченське водосховище (Станційне, Новомиколаївське; крим. Keriç yapma gölü, рос. Керченское водохранилище) — одне з найбільших водосховищ на Керченському півострові. Розташоване між селами Новомиколаївка і Станційне.
Основним джерелом поповнення є Зеленоярське водосховище Північно-Кримського каналу.

## Історія
Будівництво велося у западині хребта Кам'янистий, через який утворився яр Тоганаші за проектом інституту «Укрдіпроводгосп» з жовтня 1971 року по квітень 1975 роки як частина першої черги Північно-Кримського каналу. Наповнення розпочалося 5 травня 1975 року, коли була включена в роботу найпотужніша насосна станція № 3 Північно-Кримського каналу. При цьому було затоплено ділянку Кімерійського вала.
У червні 1979 року каскад водосховищ було розширено до трьох: Фронтове — Зеленоярське — Станційне.
Протягом 39 років водосховище заповнювався водами Дніпра. В 2014 році для заповнення стали використовувати води кримської річки Біюк-Карасу, в 2015 році — артезіанські водозабори на півночі Криму.
У січні 2015 року об'єм води знизився до 5,15 млн м³, але за рахунок зимового перекидання води по Північно-Кримському каналу запаси вдалося заповнити. З січня по травень 2015 року через Білогірське і Тайганське водосховища було подано 9,1 млн м³. До серпня з початку 2015 року було подано 14 млн м³. 23 жовтня 2015 року об'єм води становив 10 млн м³, що на 0,5 млн м³ перевищувало значення на цю ж дату минулого року, при щодобовому забиранні в 41,8 тис. м³. У перші дні швидкість закачування становить 400—500 тис. м³ на добу, але потім через зниження рівня води в каналі швидкість зменшується до 200 тис.
У грудні 2016 року було проведено очищення водозабірної споруди від мулу.
У грудні посушливого 2018 року об'єм наповнення становив 4 млн м³. Через реконструкцію НС-3 подача води на очисні споруди здійснювалася безпосередньо із Зеленоярського водосховища.

## Опис
Водосховище є основним джерелом водопостачання міста Керч.
Гребля земляна завдовжки 572,5 м, заввишки - 25 м.
Водозабірна споруда тунельного типу з розміщенням вежі у водосховищі, пропускна здатність - 38,8 м³/с. Тунель прокладений в глинах і вапняках, довжина становить 279 м, діаметр 2124 мм, товщина залізобетонних стін - 30 см. Засувки перед входом в тунель дозволяють регулювати подачу води у водосховищі і на насосну станцію НС-4 Північно-Кримського каналу.
НС-4 подає воду на фільтрувальну станцію. Висота підйому становить 53 метри.
Однією з проблем є підвищена каламутність води..  При нормі дві одиниці каламутність води що надходить на очисні споруди може досягати 35 одиниць.. Під час закачування води водопостачання Керчі може обмежуватися або припинятися повністю.. На думку голови міста Керч окупаційної влади Святослава Брусакова підвищена каламутність води пов'язана з замулюванням Керченського водосховища і Північно-Кримського каналу. Також підвищенню каламутності сприяє конструкція водозабору, який є придонним.
Іншою проблемою є запах, який виникає при перегріванні води і масової загибелі молюска Dreissena polymorpha. Перегрівання найімовірніше у липні, а сам молюск живе не тільки у водосховищі, але і у магістральному водогоні від водосховища до фільтрувальної станції.
У січні 2016 року ГПК становив 36,63 мг/л, що перевищувало ХСК у 2,4 рази і було непрямою ознакою органічного забруднення води.

## Насосна станція
Закачування води здійснюють за допомогою насосної станції № 3, що є найпотужнішою на Північно-Кримському каналі.
Насосна станція побудована в 1975 році на 369 км каналу. Для безперебійної роботи НС-3 на завершальному ділянці каналу було побудовано Зеленоярське водосховище. Три насоси 52В-11б наводяться в роботу трьома електродвигунами ВДС 325/49-16 потужністю по 4,8 МВт і продуктивністю 4,7 м³/с. Робоча напруга — 10 кВ. Виробник — «Уралмаш». Висота підйому — 67 м.
Як правило в роботу запускається один агрегат, який за добу закачує в водосховище близько 400 тис. м³..До 2015 року за 40 років роботи об'єм перекачування води склав 1,7 км³. В 2015 році насосною станцією № 3 було подано 20,5 млн м³.
На водосховище і на міську фільтрувальну прямує один водогін, напрямок подачі води регулюється засувками..
В 2018 році завершено технічне переозброєння НС № 3 і реконструкція напірних трубопроводів для подачі води у водосховищі.